# Musée régional d'histoire et d'ethnographie de Martinique
El Musée régional d'histoire et d'ethnographie de Martinique se encuentra en el municipio (comuna) de Fort-de-France en Martinica un territorio de Francia en el Mar Caribe.
La villa señorial que alberga la sede del museo data de 1887 y es una de las villas más antiguas de la ciudad de Fort-de-France, en medio de un jardín de 2500 m² plantado con mango y otros árboles frutales. Estaba situado originalmente en el límite exterior de la ciudad y fue la residencia del director de la artillería. La casa fue compuesta originalmente en la planta baja de un salón , un comedor , una sala de estar , una sala de trabajo y una biblioteca .
La Asamblea Plenaria del Consejo Regional de Martinica , creó el 11 de junio de 1985 el Museo Regional de Historia y Etnografía . En primer lugar, tenía , desde 1986 , una fase de conceptualización a través de la Dirección de Patrimonio , que ha estado trabajando para construir las colecciones del museo y educar sobre el patrimonio histórico y etnográfico de Martinica por medio de exposiciones. Después de una amplia restauración y diseño de interiores de la villa , el Museo de Historia y Etnografía fue inaugurado en junio de 1999.